# Agrilus pseudopurpuratus
Agrilus pseudopurpuratus é uma espécie de inseto do género Agrilus, família Buprestidae, ordem Coleoptera.
Foi descrita cientificamente por Descarpentries & Bruneau de Olhei, 1963.